# Coupe d'Allemagne de football 1936
Navigation
Édition précédente Édition suivante
La coupe d'Allemagne de football 1936 est la deuxième édition dans l'histoire de la compétition. Elle voit la victoire du 1. FC Lokomotive Leipzig. La finale a lieu le 3 janvier 1937.

## Premier tour
Les résultats du premier tour
| Date           | Domicile                                              | Extérieur                            | Score    |
| -------------- | ----------------------------------------------------- | ------------------------------------ | -------- |
| 07 - 06 - 1936 | Sportverein von 1911 Algermissen                      | Werder Brême                         | 1 - 4    |
| 07 - 06- 1936  | VfB Peine                                             | Hanovre 96                           | 2 - 0    |
| 11 - 06 - 1936 | Eintracht Trier                                       | 1. FC Saarbrücken                    | 3 - 1    |
| 11 - 06 - 1936 | Kölner Club für Rasenspiele 1899                      | Sport- und Spielverein 1905 Köln     | 0 - 0 ap |
| 11 - 06 - 1936 | Wacker Marktredwitz                                   | VfB Stuttgart                        | 0 - 1    |
| 13 - 06 - 1936 | FC Viktoria 1889 Berlin                               | SC Wacker Leipzig                    | 1 - 0    |
| 13 - 06 - 1936 | SportVg Feuerbach                                     | Karlsruher FC Phönix                 | 5 - 2    |
| 14 - 06 - 1936 | 1. FC Pforzheim                                       | FK Pirmasens                         | 7 - 0    |
| 14 - 06 - 1936 | 1. FC Schweinfurt 05                                  | FC Hanau 93                          | 4 - 0    |
| 14 - 06 - 1936 | BC Hartha                                             | Wacker Halle                         | 8 - 0    |
| 14 - 06 - 1936 | Cherusker Görlitz                                     | Berliner SV                          | 1 - 2    |
| 14 - 06 - 1936 | CSC 03 Kassel                                         | Chemnitzer PSV                       | 1 - 2    |
| 14 - 06 - 1936 | Altona 93                                             | Wacker 04 Berlin                     | 3 - 5    |
| 14 - 06 - 1936 | Bayern Munich                                         | SSV Ulm 1846                         | 3 - 4    |
| 14 - 06 - 1936 | FC Fribourg                                           | Kickers Offenbach                    | 2 - 0    |
| 14 - 06 - 1936 | Herta BSC Berlin                                      | Eimsbütteler TV                      | 3 - 2    |
| 14 - 06 - 1936 | Kieler SV Holstein                                    | Sportvereinigung Polizei Lübeck      | 1 - 2 ap |
| 14 - 06 - 1936 | VfB Langenbielau                                      | SV Vorwärts Gleiwitz                 | 2 - 7    |
| 14 - 06 - 1936 | Spielvereinigung Röhlinghausen Pluto 1913             | Arminia Bielefeld                    | 2 - 1    |
| 14 - 06 - 1936 | Stuttgarter Kickers                                   | TSV 1860 Munich                      | 0 - 1    |
| 14 - 06 - 1936 | Beuthen 09                                            | Minerva Berlin                       | 3 - 2    |
| 14 - 06 - 1936 | 1. FC Lokomotive Leipzig                              | FC Carl Zeiss Jena                   | 5 - 0    |
| 14 - 06 - 1936 | VfL Benrath                                           | Rheydter SV                          | 2 - 0    |
| 14 - 06 - 1936 | Verein für volkstümliche Bewegungsspiele Ruhrort-Laar | FC Schalke 04                        | 2 - 5    |
| 14 - 06 - 1936 | SC Victoria Hamburg                                   | SV Dessau 05                         | 6 - 1    |
| 14 - 06 - 1936 | Rot-Weiß Oberhausen                                   | Spielverein ASA Atsch                | 7 - 0    |
| 14 - 06 - 1936 | SV Flörsheim                                          | SV Waldhof 07                        | 0 - 1    |
| 21 - 06 - 1936 | Militärsportverein von der Goltz Tilsit               | Hindenburg Allenstein                | 0 - 2    |
| 21 - 06 - 1936 | Viktoria Stolp                                        | Preußen Danzig                       | 6 - 0    |
| 21 - 06 - 1936 | VfR Wormatia 08 Worms                                 | Verein für Bewegungsspiele Friedberg | 3 - 2 ap |
| 16 - 08 - 1936 | Verein für Leibesübungen Klafeld-Geisweid 08 e.V.     | Fortuna Düsseldorf                   | 2 - 1    |
| 16 - 08 - 1936 | 1.FC Nuremberg                                        | Planitzer SC                         | 7 - 0    |

Match rejoué
| Date           | Domicile                         | Extérieur                        | Score |
| -------------- | -------------------------------- | -------------------------------- | ----- |
| 21 - 06 - 1936 | Sport- und Spielverein 1905 Köln | Kölner Club für Rasenspiele 1899 | 8 - 3 |

## Deuxième tour
Les résultats du deuxième tour .
| Date           | Domicile                        | Extérieur                                         | score    |
| -------------- | ------------------------------- | ------------------------------------------------- | -------- |
| 21 - 06 - 1936 | Eintracht Trier                 | VfB Stuttgart                                     | 0 - 1    |
| 27 - 06 - 1936 | TSV 1860 Munich                 | 1. FC Pforzheim                                   | 3 - 3 ap |
| 28 - 06 - 1936 | 1. FC Schweinfurt 05            | SportVg Feuerbach                                 | 5 - 2    |
| 28 - 06 -1936  | Berliner SV                     | Beuthen 09                                        | 4 - 1    |
| 28 - 06 - 1936 | FC Schalke 04                   | Spielvereinigung Röhlinghausen Pluto 1913         | 2 - 0    |
| 28 - 06 - 1936 | Chemnitzer PSV                  | FC Viktoria 1889 Berlin                           | 5 - 2    |
| 28 - 06 - 1936 | SSV Ulm 1846                    | FC Fribourg                                       | 3 - 0    |
| 28 - 06 - 1936 | Hindenburg Allenstein           | Viktoria Stolp                                    | 2 - 1    |
| 28 - 06 - 1936 | Sportvereinigung Polizei Lübeck | Hertha BSC Berlin                                 | 1 - 3    |
| 28 - 06 - 1936 | VfB Peine                       | BC Hartha                                         | 1 - 0    |
| 28 - 06 - 1936 | SV Vorwärts Gleiwitz            | 1. FC Lokomotive Leipzig                          | 2 - 2 ap |
| 28 - 06 - 1936 | Wacker 04 Berlin                | SC Victoria Hamburg                               | 5 - 4    |
| 28 - 06 - 1936 | Werder Brême                    | Rot-Weiß Oberhausen                               | 3 - 2 ap |
| 28 - 06 - 1936 | VfR Wormatia 08 Worms           | Sport- und Spielverein 1905 Köln                  | 11 - 1   |
| 23- 08 1936    | VfL Benrath                     | 1.FC Nuremberg                                    | 3 - 2    |
| 23 - 08 - 1936 | SV Waldhof 07                   | Verein für Leibesübungen Klafeld-Geisweid 08 e.V. | 6 - 0    |

Matchs rejoués
| Date           | Domicile                 | Extérieur            | Score |
| -------------- | ------------------------ | -------------------- | ----- |
| 16 - 08 - 1936 | 1. FC Pforzheim          | TSV 1860 Munich      | 2 - 0 |
| 23 - 08 - 1936 | 1. FC Lokomotive Leipzig | SV Vorwärts Gleiwitz | 3 - 0 |

## Huitièmes de finale
La rencontre Wacker 04 Berlin -  Werder Brême a eu lieu le 05 - 09 - 1936, tous les autres matchs se sont déroulés le 06 - 09 - 1936.
| Club recevant            | Score    | Club visiteur             |
| ------------------------ | -------- | ------------------------- |
| Wacker 04 Berlin         | 1 – 3    | SV Werder Bremen von 1899 |
| VfB Stuttgart            | 0 – 0 ap | FC Schalke 04             |
| SSV Ulm 1846             | 2 – 4    | 1. FC Schweinfurt 05      |
| Chemnitzer FC            | 0 – 1    | SV Waldhof 07             |
| 1. FC Pforzheim          | 1 – 2    | VfR Wormatia 08 Worms     |
| Hertha BSC               | 1 – 1ap  | VfL Benrath               |
| SV Hindenburg Allenstein | 1 – 3    | VfB Peine                 |
| 1. FC Lokomotive Leipzig | 2 – 0    | Berliner SV               |

Matchs rejoués
Les rencontres ont eu lieu le 20 - 09 - 1936
| Club recevant | Score | Club visiteur |
| ------------- | ----- | ------------- |
| FC Schalke 04 | 6 – 0 | VfB Stuttgart |
| VfL Benrath   | 8 – 2 | Hertha BSC    |

## Quarts de finale
Les rencontres ont eu lieu le 25 - 10 - 1936.
| Club recevant             | Score    | Club visiteur            |
| ------------------------- | -------- | ------------------------ |
| SV Werder Bremen von 1899 | 2 – 5 ap | FC Schalke 04            |
| SV Waldhof 07             | 1 – 2    | 1. FC Schweinfurt 05     |
| VfR Wormatia 08 Worms     | 3 – 3 ap | VfL Benrath              |
| VfB Peine                 | 2 – 4    | 1. FC Lokomotive Leipzig |

Match rejoué
Le match a été rejoué le 08 - 11 - 1936.
| Club recevant | Score | Club visiteur         |
| ------------- | ----- | --------------------- |
| VfL Benrath   | 2 – 3 | VfR Wormatia 08 Worms |

## Demi-finales
Les matchs ont eu lieu respectivement les 08 et 22 - 11 - 1936.
| Club recevant            | Score | Club visiteur         |
| ------------------------ | ----- | --------------------- |
| FC Schalke 04            | 3 – 2 | 1. FC Schweinfurt 05  |
| 1. FC Lokomotive Leipzig | 5 – 1 | VfR Wormatia 08 Worms |

## Finale
La feuille de match.
| 3 janvier 1937 | 1. FC Lokomotive Leipzig | 2 - 1 | FC Schalke 04 | Olympiastadion, Berlin                       |                                              |
|                | May 21e · Gabriel 32e    |       | Kalwitzki 42e | Spectateurs : 70 000 Arbitrage : Egon Zacher | Spectateurs : 70 000 Arbitrage : Egon Zacher |